# پیتراکن
پیتراکن (به اسپانیایی: Pitrufquén) یک شهرستان در شیلی است که در استان کاتین واقع شده‌است. پیتراکن ۵۸۰٫۷ کیلومتر مربع مساحت و ۲۱٬۹۸۱ نفر جمعیت دارد و ۷۴ متر بالاتر از سطح دریا واقع شده‌است.